# Lijst van voetbalinterlands Gabon - Tsjaad
Deze lijst van voetbalinterlands is een overzicht van alle officiële voetbalwedstrijden tussen de nationale teams van Gabon en Tsjaad. De landen speelden tot op heden twaalf keer tegen elkaar. De eerste ontmoeting was een vriendschappelijke wedstrijd op 12 december 1984 in Brazzaville (Congo-Brazzaville). Het laatste duel, een kwalificatiewedstrijd voor het African Championship of Nations 2016, werd gespeeld in Libreville op 24 oktober 2015.

## Wedstrijden
| №  | Plaats      | Datum            | Competitie                                        | Wedstrijd      | Uitslag |
| -- | ----------- | ---------------- | ------------------------------------------------- | -------------- | ------- |
| 1  | Brazzaville | 12 december 1984 | Vriendschappelijk                                 | Tsjaad − Gabon | 3 − 3   |
| 2  | Libreville  | 14 december 1985 | Vriendschappelijk                                 | Gabon − Tsjaad | 3 − 0   |
| 3  | Malabo      | 17 december 1986 | Vriendschappelijk                                 | Tsjaad − Gabon | 0 − 0   |
| 4  | Ndjamena    | 11 december 1987 | Vriendschappelijk                                 | Tsjaad − Gabon | 1 − 1   |
| 5  | Bangui      | 12 december 1999 | Vriendschappelijk                                 | Gabon − Tsjaad | 2 − 0   |
| 6  | Brazzaville | 17 december 1990 | Vriendschappelijk                                 | Tsjaad − Gabon | 2 − 1   |
| 7  | Libreville  | 14 november 1999 | Vriendschappelijk                                 | Gabon − Tsjaad | 2 − 0   |
| 8  | Libreville  | 10 februari 2005 | Vriendschappelijk                                 | Gabon − Tsjaad | 2 − 3   |
| 9  | Bata        | 14 maart 2006    | Vriendschappelijk                                 | Tsjaad − Gabon | 2 − 2   |
| 10 | Ndjamena    | 11 maart 2007    | Vriendschappelijk                                 | Tsjaad − Gabon | 1 − 2   |
| 11 | Ndjamena    | 18 oktober 2015  | African Championship of Nations 2016 kwalificatie | Tsjaad − Gabon | 0 − 2   |
| 12 | Libreville  | 24 oktober 2015  | African Championship of Nations 2016 kwalificatie | Gabon − Tsjaad | 0 − 1   |

## Samenvatting
| Competitie                                   | Totaal gespeeld | Winst Gabon | Gelijk | Winst Tsjaad | Doelsaldo Gabon – Tsjaad |
| -------------------------------------------- | --------------- | ----------- | ------ | ------------ | ------------------------ |
| African Championship of Nations-kwalificatie | 2               | 1           | 0      | 1            | 2 − 1                    |
| Vriendschappelijk                            | 10              | 4           | 4      | 2            | 18 − 12                  |
| Totaal                                       | 12              | 5           | 4      | 3            | 20 − 13                  |

FGF · A-internationals · Selecties · Bondscoaches · Olympisch elftal · Gabonees vrouwenelftal
1960 – 1969 ·
1970 – 1979 ·
1980 – 1989 ·
1990 – 1999 ·
2000 – 2009 ·
2010 – 2019 ·
2020 − 2029
1960 · 
1961 · 
1962 · 
1963 · 
1964 ·
1965 · 
1966 · 
1967 · 
1968 ·
1969 · 
1970 · 
1971 · 
1972 · 
1973 ·
1974 ·
1975 ·
1976 · 
1977 · 
1978 · 
1979 · 
1980 · 
1981 · 
1982 · 
1983 · 
1984 · 
1985 · 
1986 · 
1987 · 
1988 · 
1989 · 
1990 · 
1991 · 
1992 · 
1993 · 
1994 · 
1995 · 
1996 · 
1997 · 
1998 · 
1999 · 
2000 · 
2001 · 
2002 · 
2003 · 
2004 · 
2005 · 
2006 · 
2007 · 
2008 · 
2009 · 
2010 · 
2011 · 
2012 · 
2013 · 
2014 ·
2015 ·
2016 ·
2017 ·
2018 ·
2019 ·
2020 ·
2021 ·
2022 ·
2023
Algerije ·
Andorra ·
Angola ·
België ·
Benin ·
Botswana ·
Brazilië ·
Burkina Faso ·
Burundi ·
Centraal-Afrikaanse Republiek ·
Comoren ·
Congo-Brazzaville ·
Congo-Kinshasa ·
Egypte ·
Equatoriaal-Guinea ·
Gambia ·
Ghana ·
Guinee ·
Guinee-Bissau ·
Ivoorkust ·
Kaapverdië ·
Kameroen ·
Kenia ·
Lesotho ·
Libanon ·
Liberia ·
Libië ·
Madagaskar ·
Malawi ·
Mali ·
Malta ·
Marokko ·
Mauritanië ·
Mauritius ·
Mozambique ·
Namibië ·
Niger ·
Nigeria ·
Oeganda ·
Oman ·
Portugal ·
Rwanda ·
Sao Tomé en Principe ·
Saoedi-Arabië ·
Senegal ·
Seychellen ·
Sierra Leone ·
Soedan ·
Swaziland ·
Tanzania ·
Thailand ·
Togo ·
Tsjaad ·
Tunesië ·
Verenigde Arabische Emiraten ·
Wit-Rusland ·
Zambia ·
Zimbabwe ·
Zuid-Afrika ·
Zuid-Soedan
FTF · Tsjadisch vrouwenelftal
Interlands
Tegenstander:
Algerije ·
Angola ·
Bahrein ·
Benin ·
Botswana ·
Centraal-Afrikaanse Republiek ·
Comoren ·
Congo-Brazzaville ·
Congo-Kinshasa ·
Egypte ·
Equatoriaal-Guinea ·
Ethiopië ·
Gabon ·
Gambia ·
Ghana ·
Guinee ·
Ivoorkust ·
Jemen ·
Jordanië ·
Kameroen ·
Liberia ·
Libië ·
Madagaskar ·
Malawi ·
Mali ·
Mauritius ·
Namibië ·
Niger ·
Nigeria ·
Oeganda ·
Sao Tomé en Principe ·
Sierra Leone ·
Soedan ·
Tanzania ·
Togo ·
Tunesië ·
Zambia ·
Zuid-Afrika